# Hal Jordan (DC Comics)
Harold "Hal" Jordan es un personaje ficticio del universo de DC Comics, creado por el escritor John Broome y el dibujante Gil Kane. Apareció por primera vez en Showcase #22 en 1959. Es uno de los más emblemáticos y conocidos superhéroes de DC Comics, reconocido como el primer Green Lantern (Linterna Verde) moderno de la Tierra y uno de los miembros más destacados del Green Lantern Corps, una organización intergaláctica dedicada a mantener el orden en el universo.
Hal Jordan es un piloto de pruebas de la Fuerza Aérea de los Estados Unidos que, tras ser elegido por un anillo de poder extraterrestre, se convierte en el portador del anillo de Green Lantern. El anillo le otorga poderes extraordinarios, como la capacidad de crear constructos sólidos de energía y volar, además de otorgarle habilidades para combatir el crimen en el espacio y en la Tierra. Con su coraje, determinación y liderazgo, Hal se convierte en uno de los héroes más importantes de DC, formando parte de equipos como la Liga de la Justicia y siendo un pilar central dentro del universo de Green Lantern. A lo largo de su historia, ha enfrentado numerosas pruebas y desafíos, tanto en su vida personal como como héroe, lo que lo ha consolidado como uno de los personajes más complejos y queridos del cómic.
Más allá de los cómics, Hal Jordan ha aparecido en varios proyectos animados, videojuegos y acción en vivo. El diseño original de Jordan en los cómics se basó en el actor Paul Newman y el personaje ocupa el séptimo lugar en IGN en los 100 mejores héroes de cómics en 2011. En 2013, Hal Jordan obtuvo el cuarto puesto en los 25 mejores héroes de DC Comics de IGN.
Hal Jordan hizo su debut cinematográfico en la película de 2011, Linterna Verde, interpretado por Ryan Reynolds. El actor Kyle Chandler interpreta a Hal Jordan en la serie de la franquicia cinematográfica de superhéroes Universo DC, Lanterns (2026).

## Biografía
Hal Jordan nació en Coast City el 20 de febrero, hijo de Martin y Jessica Jordan, y hermano de en medio de Jack y Jim Jordan. Cuando era un niño pequeño, idolatraba a su padre, un piloto de pruebas que trabajaba en Ferris Aircraft. A una edad muy joven, tuvo que enfrentarse a sus más grandes miedos cuando su padre murió en un accidente aéreo frente a sus ojos. A pesar de los deseos de su familia, siguió los pasos de su padre y finalmente se unió a la Fuerza Aérea de los Estados Unidos en su décimo octavo cumpleaños (esperando esa misma mañana afuera del Centro Profesional de las Fuerzas Armadas, incluso antes de que abriera).
Muchos años más tarde, un extraterrestre moribundo llamado Abin Sur, miembro de los Green Lantern Corps, hizo un aterrizaje forzoso en el desierto de California. Después de haber seleccionado a un suplente para su posición, el anillo de poder escogió a Hal Jordan por su capacidad de superar un gran miedo. En un comienzo utilizó el anillo por diversión y por consecuencias de diversas situaciones fue considerado como un superhéroe, en este punto la historia se divide, ya que en el cómic Amanecer Esmeralda (Green Lantern V.2), Hal se tiene que enfrentar a un extraterrestre acorazado en amarillo (L.E.G.I.O.N.), en la fiera batalla se da cuenta de que el anillo no logra dañarle (aún no tenía conocimiento sobre la impureza amarilla) y en busca de respuestas regresa a la abandonada nave espacial de Abin Sur y ahí recarga accidentalmente su anillo en la batería portátil de los Green Lantern, llevándolo a Oa (por no recitar el juramento) donde reporta la situación sobre el extraterrestre. Mientras que en Origen Secreto (Green Lantern V.4), después de usar su anillo por un tiempo decide volver a la nave de Abin Sur para darle una sepultura adecuada al cadáver y como consecuencia recarga accidentalmente su anillo en la batería portátil de los Green Lantern y es transportado a Oa donde recibe entrenamiento y luego se le asigna el sector espacial de Abin Sur, el sector 2.814. Siguiendo la línea de Origen Secreto Hal cuando es transportado a Oa (Por no recitar el juramento mientras recargaba su anillo) se entera de que forma parte de los Green Lantern Corps, que posee a 3.600 miembros asignados a respectivos sectores, todos ellos regidos por los Guardianes del Universo, ahí recibe entrenamiento por parte del Oficial Kilowog y conoce sobre la impureza amarilla. Además puede conocer la historia de los Green Lantern gracias al libro de Oa. Luego de acabar su entrenamiento se le asigna el sector espacial 2.814 (antiguo sector de Abin Sur), devuelta en la Tierra Hal intenta retomar su vida cotidiana como piloto de la Aeronáutica Ferris, donde es interrumpido por el Green Lantern del sector espacial 1.417, Sinestro, quien está ahí para investigar la muerte de Abin Sur (enviado por el Guardián Ganthet), ya que se cree que fue asesinado y el responsable está suelto en la Tierra. Hal junto a Sinestro logran derrotar al extraterrestre llamado Atrocitus, pero a Sinestro se le acabó el tiempo asignado a su misión por lo que violó el Edicto Territorial impuesto por los Guardianes del Universo y se reportó inmediatamente en Oa, donde Hal desafió a los guardianes y como consecuencia se le impuso la tutela de Sinestro.
Ya como un Green Lantern, Hal Jordan patrulló la galaxia y realizó varias misiones en el espacio. Continuó pasando su tiempo en casa trabajando en Ferris Aircraft, donde románticamente persiguió a su jefa, la encantadora Carol Ferris. Le confiaría sus secretos a un joven esquimal que trabajaba como mecánico, Tom Kalmaku.
Green Lantern fue uno de los miembros fundadores de la Liga de la Justicia, junto con Flash, Aquaman, el Detective Marciano y, por supuesto, Superman, Batman y la Mujer Maravilla. Este grupo se unió por primera vez cuando se reunieron para luchar contra los Appellaxianos que invadieron la Tierra, y se dieron cuenta de que trabajaban más fuerte como equipo que individualmente.

### Hard-Traveling Heroes
Hal y Oliver Queen son buenos amigos, a menudo teniendo aventuras juntos. Hal también es amigo de Barry Allen, el segundo Flash, quien, junto a Hal, fue miembro fundador de la Liga de la Justicia. Más tarde, Hal mantuvo una amistad con sus respectivos ayudantes, Roy Harper y Wally West, el tercer Flash.

### Star Sapphire
Como un mujeriego, Hal había cortejado a varias mujeres hermosas en su tiempo. De estas mujeres, la más cercana a Hal era Carol Ferris, quien era su jefa cuando él trabajaba como piloto de pruebas para su compañía, Ferris Aircraft. Por desgracia, su relación era tensa en varias ocasiones por la posición de Carol como jefa de Hal y su dedicación al funcionamiento de su compañía, así como Hal pasando un período de inestabilidad en el que se movía constantemente tratando nuevos puestos de trabajo que no le convenían. Peor aún, Carol fue elegida por las Zamaronas (planeta Zamaron) para ser una Star Sapphire, como consecuencia se vuelve una villana y aún más un peligro para los hombres.

### Parallax
Los Guardianes mantienen en secreto la verdadera fuente de la impureza amarilla, el espíritu del espectro emocional del Miedo, Parallax, quien está encerrado en la batería central en Oa. Hal Jordan bajo la tutela de Sinestro es invitado por este al sector 1.417, en el planeta Korugar, ahí Hal se dio cuenta de que Sinestro era más bien un tirano y regía su sector gracias al miedo de los habitantes de Korugar. Por esto Hal decide reportar a los Guardianes sobre la maldad que imponía Sinestro sobre su sector, por lo cual fue despojado de su anillo y encarcelado en la batería central de Oa.
En la Tierra tras la muerte de Superman, surgieron varios en busca del título como el nuevo hombre de acero, entre ellos el Cyborg Superman, Hank Henshaw, quien ayudado por el extraterrestre Mongul, destruyeron Coast City, la ciudad natal de Hal Jordan. Esto hace que Hal se vuelva susceptible al miedo, lo que cambia tanto su forma de pensar como su forma física. En un intento de reconstruir su ciudad viola una de las reglas de los Guardianes del Universo, la de que el anillo no se debía usar para fines propios, pero Hal decide ignorar la regla y viaja a Oa para obtener el poder suficiente de la batería como para reconstruir Coast City: en el trayecto es interrumpido por los 3,600 miembros del Green Lantern Corps y da muerte a la inmensa mayoría de ellos. Una vez en Oa, Hal desafía a los Guardianes, quienes desesperados liberan a Sinestro, solo para presenciar cómo Hal le rompe el cuello y una vez conseguido el poder, destruye la batería, generando así el evento conocido como Hora Zero. Hal cambió su nombre a Parallax y se convirtió en uno de los villanos más poderosos: en un último intento heroico, Hal como Parallax evita que el Devorador de Soles apague su respectivo Sol, salvando a todo su universo en el evento conocido como "La noche final".

### Rebirth
Pasado algún tiempo, se vuelve a saber de Hal, y esta vez estaba alterando la realidad, por lo que la Liga de la Justicia decide actuar. Kyle Rayner, el tercer sucesor de Hal como Green Lantern y "último" miembro del Green Lantern Corps, viene a la tierra a advertir de que Hal en realidad tiene a un ente parásito en su alma, conocido como Parallax y pudo rescatar el cadáver de Hal escondido en el Sol. Mientras que los primeros dos retirados sucesores de Hal, Guy Gardner y John Stewart, vuelven a sus andanzas de Green Lantern, pero susceptibles al miedo son controlados por Parallax, atacando a la Liga de la Justicia, en conjunto con el resucitado Oficial Kilowog (muerto en la masacre de Hal como Parallax y fue este mismo quien lo revive para que fuese su súbdito). El Guardián Ganthet decide actuar y viaja a la Tierra para liberar a sus últimos Green Lanterns del control mental de Parallax y todos en conjunto con la Liga de la Justicia deciden atacar a Hal. Mientras que Green Arrow (Flecha Verde) y Kyle Rayner, custodiando el cadáver de Hal, son atacados por Sinestro que era el que estaba detrás de todo esto, pues se revela que fue él quien despertó el espíritu del espectro emocional del miedo, Parallax, cuando lo encerraron en la batería de poder en Oa, fue también el que ordenó al ente atacar a Hal en venganza por lo que le hizo (traición, cuando Hal lo acusó ante los Guardianes) y que Parallax alteró la realidad para que pareciera que Hal le había roto el cuello. Esta vez Sinestro poseía un nuevo anillo, el anillo amarillo del miedo.
Además de Parallax, Hal tenía unida a su alma a El Espectro, el espíritu de la Venganza, que le estaba ayudando a expulsar el parásito de Parallax. En la lucha de la Liga contra Hal, este hace un último esfuerzo y ayudado por el Espectro logra liberarse de ambos espíritus, entonces su alma fue guiada por Ganthet, mientras que el guardián era invadido por Parallax. Hal viaja a su cuerpo original y descubre a Sinestro, por lo que comienza una feroz batalla entre Kyle y Hal contra Sinestro, logran derrotarle, por lo que este escapa al universo Antimateria. Hal decide volver a donde estaba luchando la Liga solo para encontrarse con un corrompido Ganthet. Entonces como momento decisivo, se ven a los últimos Green Lanterns, Hal Jordan, Guy Gardner, John Stewart, Kyle Rayner y Kilowog contra Parallax. Logran separar al parásito del guardián y vuelven a encerrarlo en la batería central de Oa.

### Green Lantern Corps
Como últimos miembros Hal y sus amigos deciden reconstruir el Green Lantern Corps, pero esta vez sin la regla de Edicto Territorial y con 2 Green Lanterns por cada sector espacial. Además en la búsqueda por nuevos miembros, aparecieron algunos Lanterns que sobrevivieron a la matanza realizada por Hal cuando estaba poseído por Parallax, habían perdido su anillo en la masacre, pero ahora devuelta fueron conocidos por todos como "Lost Lanterns" (Linternas Perdidos) y mantenían un cierto rencor a Hal y sus amigos. También Hal reclutó a Sodam Yat, un Daxamita, que posee un poder parecido al de Superman y que más adelante sería conocido como el "Green Lantern Definitivo", "Green Lantern Legendario" o "El Verdadero Ion".

### The Power of Ion
Kyle Rayner fue transformado a Ion por los Guardianes del Universo, pero en realidad Kyle es solo un anfitrión de Ion, la entidad del espectro emocional de la Voluntad. Y mantenían prisionero a Superboy Prime, uno de los villanos más poderosos que surgieron de Crisis on Infinite Earths y que estaba custodiado cerca de un Sol por miles de Green Lanterns. Leer más sobre Kyle Rayner.

### Sinestro Corps War
Ya reconstruido el Green Lantern Corps, surgió una nueva amenaza, cuando los anillos amarillos del miedo buscaban a aquellos que generaban un gran miedo, para que formen parte de los "Sinestro Corps". Fue cuando en Oa recibieron un ataque sorpresa por los Sinestro Corps, raptando a Kyle como Ion y liberando a Superboy Prime. Hal es contactado por los guardianes Ganthet y Sayd, para que lidere a los Green Lantern en la guerra que se avecina, inmediatamente después Hal y sus amigos son atacados por el nuevo Parallax, Kyle.

### The Blackest Night
Tras los sucesos de "Sinestro Corps War" surgieron más espectros emocionales, amor (violeta), rabia (rojo), avaricia (naranja), esperanza (azul), compasión (índigo), miedo (amarillo) y voluntad (verde), respectivamente. Se inicia una guerra interestelar por la supremacía de cada facción de la luz, en el evento conocido como "la guerra de las Luces".

## Características físicas
En términos generales, Hal Jordan es representado como un hombre robusto y en buena forma física, reflejando su habilidad tanto como piloto como un héroe intergaláctico. Su apariencia ha variado ligeramente a lo largo de las distintas adaptaciones de cómics, pero estos rasgos se mantienen constantes: 
- Estatura: Aproximadamente 1,88 m
- Complexión: Hal tiene una complexión atlética, fruto de su entrenamiento como piloto y su vida activa como héroe.
- Cabello: Su cabello es corto, de color castaño oscuro, aunque en algunas versiones de los cómics y adaptaciones puede aparecer con un tono más claro.
- Ojos: Hal tiene ojos de color verde, lo que puede ser una referencia sutil a su conexión con el anillo de Green Lantern, aunque en algunas representaciones de los cómics se hace más prominente.
- Rostro: Su rostro es generalmente afilado, con una mandíbula prominente y una expresión decidida, reflejando su carácter de liderazgo y valentía.

## Poderes y habilidades
Como un Linterna Verde, Jordan es semi-invulnerable, capaz de proyectar construcciones sólidas de luz, volar y utilizar varias otras habilidades a través de su anillo de poder, que sólo están limitadas por su imaginación y fuerza de voluntad. Jordan como un Linterna Verde tiene una fuerza de voluntad excepcional.
Como Parallax, Hal fue uno de los seres más poderosos de todo el Universo DC. En además de sus poderes normales de Linterna Verde, era capaz de manipular y reconfigurar a voluntad el espacio-tiempo. También tenía una fuerza sobrehumana, como demostró al derrotar a Superman con un solo golpe. En adición, un gran sentido de conciencia y una mayor durabilidad. Pero aún se le podía dañar casi tan fácilmente como un Linterna Verde normal, aunque parecía ser capaz de soportar el castigo físico. Mientras Hal Jordan era Parallax, nunca fue derrotado por la fuerza física: todas escasas derrotas se debieron a su estado mental cambiante durante o después de la batalla, que por lo general era el resultado de hacer frente a su propia conciencia para acabar rindiéndose, dejar la batalla y esconderse.

## En otras versiones
Al igual que con otros personajes publicados por DC Comics, han aparecido muchas versiones de universos alternativos y análogos del personaje tanto en la serie Green Lantern como en otros títulos.
- En Action Comics # 856, aparece una versión Bizarro de Hal, llamado Yellow Lantern. Yellow Lantern poseía un anillo de Sinestro Corps y lo usó para infligir miedo entre los habitantes de Arreit.[7]
- Se muestra que Green Lantern de Tierra-5 es el Hal Jordan del mundo del Capitán Marvel (Tierra-5) en el multiverso New 52. Es asesinado en Countdown: Arena #2 por Monarca.[8] Un Green Lantern llamado Hal Jordan III, nieto del Hal Jordan original, del mundo de Batman Beyond. Está etiquetado como Linterna Verde de la Tierra-12. Pierde su brazo izquierdo en la batalla con Monarca.[8]
- El personaje también ha aparecido y ha sido el foco de muchos títulos de lseworlds, incluidos JLA: Age of Wonder,[9] DC: The New Frontier,[10] Superman: Red Son, como un ex prisionero de guerra convertido en líder de Green Lantern Marine Corps,[11]JLA: The Nail[12] (donde era el líder y miembro más poderoso de la JLA en un mundo donde los Kent nunca encontraron a Superman),Green Lantern: Evil's Might[13] y John Byrne escribió Superman & Batman: Generations 2 (este Jordan sigue una carrera en la política antes de verse obligado a usar el anillo contra Sinestro)[14] y una parte del universo Frank Miller Dark Knight, que aparece en All Star Batman and Robin[15] y Batman: The Dark Knight Strikes Again.
- En The Dark Knight Returns, se afirma que Jordan abandonó la Tierra hace años cuando la política obligó a los héroes a 'retirarse', mientras que en The Dark Knight Strikes Again, regresó cuando Batman solicitó su ayuda para destruir los satélites de armas de Lex Luthor.[16] En The Dark Knight III: The Master Race, Hal regresa a la Tierra una vez más cuando un grupo de kryptonianos, liderados por el despiadado Quar, son liberados de Kandor. Los kryptonianos lo descartan como nada más que un hombre con un anillo y le queman la mano antes de dejarlo caer y morir,[17] aunque es rescatado por los Halcones y logra recuperar su mano y anillo más tarde.
- En la serie cruzada de DC/Marvel Company Amalgam Comics, parecía haber dos amalgamas de Hal. Iron Lantern fue la amalgama de Hal Jordan y Tony Stark. Su identidad era conocida como Hal Stark. Otra amalgama desconocida de Hal Jordan apareció en Speed Demon # 1, en la que Speed Demon mató a "Madman" Jordan, ya que aparentemente este Jordan había cometido un crimen horrible.
- Hal Jordan es un personaje de JLA/Avengers, que presentó un cruce entre DC y Marvel Comics. A pesar de que ambos equipos viajan a sus dos universos respectivos, este es uno de los pocos cómics que presenta múltiples universos que permanece en continuidad (DC). Durante esta historia, Hal tiene una visión de su futuro como Parallax en el universo "real" después de que se crea una realidad en la que los dos universos han interactuado regularmente durante años, pero sin embargo decide restaurar la realidad ya que los héroes no pueden elegir sus vidas sobre las vidas. de los afectados por la interrupción cronal actual.
- Una versión alternativa de Hal Jordan también apareció en el Pocket Universe Earth creado por Time Trapper. Él, junto con varios otros héroes que no tenían superpoderes en esta realidad, se asoció con una buena versión de Lex Luthor para detener a tres malvados kryptonianos que habían escapado de la Zona Fantasma. Hal Jordan pilotó una nave a reacción avanzada que fue fácilmente destruida por los kryptonianos.
- Aunque Jordan nunca fue uno de los personajes principales de la galardonada miniserie Kingdom Come, una versión de él de Tierra-22 (un universo alternativo post-Infinite Crisis) hizo un cameo al final de la historia "Thy Kingdom Come", un arco argumental sobre la edición de Justice Society of America (vol. 3) #22, durante el funeral de Batman.
- Apareció una nueva versión de Power Ring, el villano Green Lantern análogo del Sindicato del Crimen de América, y se afirma que es la iteración "original" (aunque nunca antes vista) del personaje. Se le ha dado por muerto años antes. Se da a entender que renació en su realidad como resultado directo de la resurrección de Jordan en Green Lantern: Rebirth.[18]
- En la línea de tiempo alternativa del evento Flashpoint, Hal Jordan fue imprudente como un as volador. Él, junto con Carol Ferris, estaba en un F-22 Raptor ingresando al territorio de Europa occidental antes de los ataques de Shark. Hal obliga al Tiburón a estrellar su jet contra el jet de Carol, y ambos apenas lograron salir del sistema de eyección. A su regreso a Estados Unidos, Hal estaba a punto de pilotar el jet. Sin embargo, es testigo de un accidente de nave espacial en la Tierra y el sobreviviente de la nave, Abin Sur, se le acercó y le pidió ayuda.[19] Sin embargo, Abin Sur es posteriormente detenido por Cyborg y el gobierno para ser interrogado sobre sus razones para estar en la Tierra.[20] Más tarde, cuando los aviones invisibles amazónicos invaden Coast City, Hal y Carol logran derribar los aviones invisibles y la hidra que arrojaron. Más tarde, Hal es reclutado por el presidente de los Estados Unidos para una misión de usar un arma nuclear de Industrias Green Arrow para bombardear Europa Occidental.[21] Más tarde, Hal está listo para volar en el F-35 con el arma nuclear Green Arrow intentando destruir Europa Occidental al final de la guerra Atlante/Amazonas.[22] Durante las batallas en New Themyscira, Hal posee el arma nuclear restante, pero su mecanismo de disparo se atasca. La única opción de Hal es volar a través de New Themyscira en un ataque suicida, provocando un proceso que destruye no solo el escudo invisible de New Themyscira, sino también a Hal con él. Posteriormente, Thomas Kalmaku le da a Carol una nota que dice que Hal tenía miedo de decir que siempre la había amado. Carol ve el anillo de compromiso que le iba a proponer.[23]
- En un futuro lejano, el Libro de Oa muestra que Hal en algún momento se casará con Carol y su hijo se llamaría Martin Jordan en honor al padre de Hal.[24]
- En el posible futuro de Futures End, Hal Jordan había dejado atrás su papel como líder del Cuerpo, prometiendo nunca más dejar la Tierra desprotegida después de que una guerra espantosa matara a miles de personas, incluida la madre de Hal. Viviendo lo que parece ser una vida de soltero en Coast City, Hal se entera de su padre fallecido que Krona se ha convertido en el nuevo líder del Black Lantern Corps, lo que obliga a Hal a incumplir su voto y enfrentarlos con solo la ayuda de un nuevo aliado, Reliquia. La batalla que siguió ocurre cerca del Muro de la Fuente, que es una versión en miniatura de Blackest Night, con Relic dando acceso a Hal al resto del espectro emocional necesario para manejar a sus enemigos. Como Hal es invadido rápidamente, se sacrifica para acabar con la amenaza de Black Lantern de una vez por todas. Gravemente herido y apenas con vida, Hal se coloca dentro del Muro de la Fuente, al igual que Relic.[25]
- En la serie cruzada Star Trek/Green Lantern: The Spectrum War, el regreso de Nekron en un futuro no muy lejano resulta en la destrucción completa del Universo DC,[26] con Hal Jordan y los otros miembros del original. los nuevos Guardianes son los únicos sobrevivientes después de que Ganthet inicia el protocolo 'Última luz', desterrando a todos los portadores del anillo sobrevivientes al universo alternativo de Star Trek, donde el USS Enterprise recoge su cadáver.[27] Después de que Hal se ponga en contacto con la Enterprise y se entera del regreso de Nekron a este universo, ayuda a la tripulación a frustrar a los nuevos portadores del anillo, así como a lidiar con las amenazas de Atrocitus, Sinestro y Larfleeze. Con Nekron derrotado, Hal se une al Enterprise en su misión de exploración.[28] En la secuela, Hal lidera al equipo de Enterprise en la búsqueda del Oa de este universo, que culmina con Kirk convirtiéndose en el primer Green Lantern nativo del universo de Star Trek, acompañando a Hal mientras se prepara para buscar la versión de este mundo de Krypton.
- En la historia de continuidad de toda la empresa Convergencia, la era de la Hora Cero Hal Jordan y la gente de Metrópolis son robados de esa línea de tiempo inmediatamente antes del evento de reinicio al final de la Hora Cero por Brainiac y almacenados en el planeta Telos junto con las ciudades de héroes y villanos de otras eras y Tierras del multiverso DC Comics.[29] El villano Deimos, también en el planeta, roba el poder de los Maestros del Tiempo e intenta rehacer el multiverso a su imagen, solo para ser asesinado por Hal Jordan usando el poder de Parallax y aún vengativo por la pérdida de Coast City. Este ataque hace que el multiverso comience a desmoronarse, lo que provoca un evento de crisis del que no sobrevivirá.[30] Cuando Brainiac explica que puede enviar a los héroes a casa, el daño del evento Crisis on Infinite Earths original le impide restaurar el universo a la normalidad. Buscando la redención por sus acciones recientes, Parallax se ofrece como voluntario para ir con el Superman pre-Flashpoint a la época de la Crisis original. Su contribución a esa gran batalla es suficiente para cambiar el resultado y evitar el colapso del Multiverso original; y así Parallax salva el Multiverso y deshace los eventos de Zero Hour en el proceso.[31]
- En la serie DC Bombshells, Hal Jordan es un piloto estadounidense que asiste a una fiesta de Navidad en Londres y se enamora de Harley Quinn después de verla golpear a la mayoría de los hombres en la escena. Harley lo engaña para que la lleve al aeródromo, donde ella lo deja inconsciente y le roba el avión.[32]
- En la serie Green Lantern: Earth One, ambientada en un futuro cercano, Hal Jordan es un ex-astronauta que trabajó en un proyecto conjunto entre la NASA y Monarcha Energy para construir Arrowhead, una plataforma orbital que estaba destinada a ser utilizada para la exploración del espacio profundo, pero que Jordan descubrió que era en realidad un arma espacial. Se da a entender que Arrowhead se utilizó en un golpe de Estado que marcó el comienzo de un régimen autoritario. Sintiéndose responsable por no hablar y desilusionado con la humanidad, Hal tomó un trabajo como minero de asteroides con Ferris Galactic en un intento de abandonar la Tierra. Jordan tropieza con uno de los pocos anillos de poder que quedan en la galaxia, ya que los Green Lantern Corps fueron eliminados por los Manhunters desde hace generaciones. Empujado a la galaxia más amplia, Jordan se une a Kilowog, un portador del anillo y descendiente de un Green Lantern, y comienza a buscar aliados contra los Manhunters. Después de fallar repetidamente en obtener la ayuda de los pocos portadores del anillo restantes, Jordan finalmente es capturado mientras los Manhunters drenan y esclavizan su anillo en un planeta que se revela como Oa. Descubre la batería de energía central supuestamente destruida y puede reunir a los portadores de todos los anillos de poder supervivientes para que se unan a él en el rescate de la batería y la liberación de los esclavos. Con la batería restaurada y los poderes completos de los anillos de poder desbloqueados, Green Lantern Corps revive bajo el liderazgo de Arisia. Hal regresa a la Tierra y revela su identidad como Green Lantern a su capitana, Amy Seaton.[33]

## Apariciones en otros medios

### Televisión

#### Acción en vivo
- Jordan fue retratado en la televisión de acción en vivo por Howard Murphy en las Leyendas de los Superhéroes de 1979.
- Hal Jordan es aludido en los episodios The Flash, "Rogue Air" y "Welcome to Earth-2".
- El actor Kyle Chandler interpreta a Hal Jordan en la serie de la franquicia cinematográfica de superhéroes Universo DC, Lanterns.[5]

#### Animación
- Hal Jordan fue el personaje principal de una serie en solitario que formó parte de la Hora de la Aventura de Superman / Aquaman, así como parte de los segmentos de la Liga de la Justicia en 1967, con la voz de Gerald Mohr.
- Michael Rye expresó a Hal Jordan en las diversas encarnaciones de Súper amigos: Challenge of the Super Friends, Super Friends, Super Friends: The Legendary Super Powers Show, y The Super Powers Team: Galactic Guardians.
- Hal Jordan aparece brevemente en el episodio de Liga de la Justicia Ilimitada, "The Once and Future Thing, Part 2: Time, Warped", expresado por Adam Baldwin.
- Hal Jordan hizo un cameo en el episodio de Duck Dodgers, "The Green Loontern" en el que Kevin Smith le expresa.
- Hal Jordan hizo un cameo no hablado en el episodio final de la cuarta temporada de The Batman y fue expresado por Dermot Mulroney en los episodios de la temporada cinco "Ring Toss" y el episodio final de la serie "Lost Heroes".
- Hal Jordan aparece en Batman: The Brave and the Bold, con la voz de Loren Lester. Aparece en los episodios "The Eyes of Despero!", "Aquaman's Outrageous Adventure!" & "¡Los compinches se reúnen!" en un cameo que no habla y se menciona en "¡Darkseid descendente!" y aparece en el episodio "The Scorn of the Star Sapphire!".
- Hal Jordan aparece en Young Justice con los episodios "Fireworks", "Failsafe", "Usual Suspects", "Auld Conocido", "Alienated" y "Endgame" en una aparición no oral y el episodio "Agendas", con la voz de Dee Bradley Baker y Steven Blum en Young Justice: Outsiders.
- Josh Keaton dio la voz a Jordan, quien fue la estrella en Linterna Verde: La Serie Animada, que se emitió desde 2012 hasta 2013.[34]
- Hal Jordan aparece en DC Super Hero Girls, con la voz de Josh Keaton. Aparece como alumno en Super Hero High. Más tarde aparece en su versión de televisión, con la voz de Jason Spisak. Es representado como un deportista de secundaria estereotipado con un comportamiento fuerte, encantador y algo narcisista. Su tendencia a actuar sin pensar a menudo se gana la ira de su compañera Green Lantern Jessica Cruz. También le tiene miedo a su exnovia, Carol Ferris / Star Sapphire. Es miembro de los Invinci-Bros.
- Hal Jordan aparece en Justice League Action, con Keaton retomando su papel nuevamente.[35]

### Cine

#### Acción en vivo
- En 2011, Hal Jordan es protagonista de la película Linterna Verde, donde es interpretado por el actor Ryan Reynolds.
- Dentro del calendario del Universo extendido de DC, estaba programado para el 2023 el reinicio de Linterna Verde, contando con Hal Jordan como coprotagonista en la película Green Lantern Corps, junto al otro Linterna Verde de los cómics, John Stewart. En agosto de 2018 saltó el rumor de que Tom Cruise estaría interesado en interpretar a Jordan.

#### Animación
- En la película Justice League: The New Frontier se narra el origen de Hal como Linterna Verde.
- También aparece como personaje en Justice League: Crisis on Two Earths, con la voz de Nolan North.
- Hal protagonizó la película animada Green Lantern: First Flight, con la voz de Christopher Meloni.
- Hal Jordan aparece en la película de antología Green Lantern: Emerald Knights, con la voz de Nathan Fillion.
- Hal Jordan aparece en la película animada Justice League: Doom con Nathan Fillion retomando su papel.
- Hal Jordan aparece en la película animada Justice League: The Flashpoint Paradox con Nathan Fillion repitiendo su papel.
- Hal Jordan aparece en la película animada Justice League: War, con la voz de Justin Kirk.
- Hal Jordan aparece en la película animada Justice League: Doom con Nathan Fillion retomando su papel.
- Hal Jordan aparece en la película animada Justice League: Throne of Atlantis con Nathan Fillion repitiendo su papel.
- Hal Jordan aparece en la película animada Lego Batman: The Movie – DC Super Heroes Unite (una adaptación del videojuego del mismo nombre), con la voz de Cam Clarke.
- Hal Jordan aparece en las películas animadas Lego DC Comics Super Heroes: Justice League: Attack of the Legion of Doom y Lego DC Comics Super Heroes: Justice League: Cosmic Clash con Josh Keaton retomando su papel.
- Hal Jordan aparece en The Lego Movie, con la voz de Jonah Hill. Se lo representa como un maestro constructor y se considera una molestia para Superman.
- Hal Jordan aparece en The Lego Batman Movie, con Jonah Hill repitiendo su papel. Se lo muestra como miembro de la Liga de la Justicia y se lo ve en la fiesta de Superman.
- Hal Jordan aparece en Death of Superman, con Nathan Fillion repitiendo su papel.[36]
- Hal Jordan hace un cameo en Teen Titans Go! to the Movies
- Hal Jordan aparece en Reign of the Supermen, nuevamente expresado por Nathan Fillion.
- Hal Jordan aparece en The Lego Movie 2: The Second Part, con Jonah Hill repitiendo su papel.[37]

### Videojuegos
- Era posible comprar con dinero del juego en Justice League Heroes en PlayStation 2.
- Apareció en Mortal Kombat vs. DC Universe dentro del bando perteneciente a DC Comics.
- También estuvo dentro del MMORPG (Juego de Rol Masivo Multijugador) DC Universe Online.
- En 2011 protagoniza Green Lantern: Rise of the Manhunters el videojuego que se encuentra dentro de la franquicia cinematográfica.
- Aparece en el videojuego Injustice: Dioses entre nosotros como un personaje jugable.
- El nativo de Hal Jordan del universo Injustice regresa como un personaje jugable en la secuela Injustice 2, con la voz de Steven Blum. Gracias a la rehabilitación de los Guardianes, se reincorporó al Green Lantern Corps y ahora apoya a Batman, mientras lucha contra la lucha interna restante desde la purificación de Hal del espectro del miedo de Yellow Lantern, el espectro de rabia del Red Lantern.
- Hal Jordan aparece como un personaje jugable en Lego DC Super-Villains, con Keaton repitiendo su papel nuevamente.